# دوایت ایول
دوایت ایول (به انگلیسی: Dwight Ewell) (زاده ۱۹۶۸) بازیگر آمریکایی است.
از فیلم‌های معروف او می‌توان به بازی در فیلم به دنبال امی اشاره کرد.